# NGC 2369
NGC 2369 је спирална галаксија у сазвежђу Прамац која се налази на NGC листи објеката дубоког неба.
Деклинација објекта је - 62° 20' 38" а ректасцензија 7h 16m 37,7s. Привидна величина (магнитуда) објекта NGC 2369 износи 12,3 а фотографска магнитуда 13,2. NGC 2369 је још познат и под ознакама ESO 122-18, AM 0716-621, IRAS 07160-6215, PGC 20556.